# 職業訓練指導員 (コンピュータ制御科)
職業訓練指導員 (コンピュータ制御科)（しょくぎょうくんれんしどういん コンピュータせいぎょか）は、職業訓練指導員免許のうちの1つ。厚生労働省管轄。

## 受験資格
職業訓練指導員免許の受験資格と試験免除を参照。

## 試験科目

### 学科試験
1. 指導方法（職業訓練原理、教科指導法、訓練生の心理、生活指導及び職業訓練関係法規）
2. 関連学科
  1. 系基礎学科
    1. 電気理論（電気磁気学、直流及び交流理論）
    2. 電子工学（デジタル回路、アナログ回路、半導体工学、測定法）
    3. 電気・電子機器（電気機器、電子機器）
    4. 材料（電気材料、電子部品）
    5. 安全衛生（安全管理、衛生管理）

  2. 専攻学科
    1. 制御工学（制御理論、数値制御、コンピュータ制御）
    2. システム設計（インターフェイス、システム分析、コード設計、入出力設計、プログラム設計）
    3. ソフトウェア（オペレーティングシステム、プログラミング論）
    4. ネットワーク（ネットワーク論）

### 実技試験
1. プログラム作成
2. コンピュータ制御システム設計